# Extreme II: Pornograffitti
Extreme II: Pornograffitti es el nombre del segundo álbum de estudio del grupo estadounidense de hard rock Extreme. Fue lanzado al mercado por A&M Records el 7 de agosto de 1990.
La revista Rolling Stone colocó el álbum en el decimotercer lugar de su lista de los «50 mejores álbumes de hair metal de todos los tiempos».

## Listado de canciones
| LP original |                                   |                      |          |  |
| N.º         | Título                            | Música               | Duración |  |
| 1.          | «Decadence Dance»                 | Bettencourt, Cherone | 6:48     |  |
| 2.          | «Li'l Jack Horny»                 | Bettencourt, Cherone | 4:53     |  |
| 3.          | «When I'm President»              | Bettencourt, Cherone | 4:23     |  |
| 4.          | «Get the Funk Out»                | Bettencourt, Cherone | 4:25     |  |
| 5.          | «More Than Words»                 | Bettencourt, Cherone | 5:33     |  |
| 6.          | «Money (In God We Trust)»         | Bettencourt, Cherone | 4:10     |  |
| 7.          | «It ('s a Monster)»               | Bettencourt, Cherone | 4:25     |  |
| 8.          | «Pornograffitti»                  | Bettencourt, Cherone | 6:15     |  |
| 9.          | «When I First Kissed You»         | Bettencourt, Cherone | 3:58     |  |
| 10.         | «Suzie (Wants Her All Day What?)» | Bettencourt, Cherone | 3:39     |  |
| 11.         | «He-Man Woman Hater»              | Bettencourt, Cherone | 6:18     |  |
| 12.         | «Song for Love»                   | Bettencourt, Cherone | 5:56     |  |
| 13.         | «Hole Hearted»                    | Bettencourt, Cherone | 3:40     |  |
| 64:30       |                                   |                      |          |  |

## Posicionamiento

### Álbum
| Año  | Trabajo                    | Lista         | Posición |
| ---- | -------------------------- | ------------- | -------- |
| 1990 | Extreme II: Pornograffitti | Billboard 200 | 10       |

### Sencillos
| Año  | Trabajo            | Lista                  | Posición |
| ---- | ------------------ | ---------------------- | -------- |
| 1991 | «Get The Funk Out» | Mainstream Rock Tracks | 34       |
| 1991 | «Hole Hearted»     | Mainstream Rock Tracks | 2        |
| 1991 | «Hole Hearted»     | Billboard Hot 100      | 4        |
| 1991 | «More Than Words»  | Mainstream Rock Tracks | 12       |
| 1991 | «More Than Words»  | Billboard Hot 100      | 1        |

## Créditos
- Nuno Bettencourt — Guitarra
- Gary Cherone — Voz
- Pat Badger — Bajo
- Paul Geary — Batería
- Pete Christlieb — Saxófono
- Bob Findley —	Trompeta
- Chuck Findley	— Trompeta
- Dick Hyde — Trombón
- Joel Peskin —	Saxófono
- Bob St. John — Ingeniero
- Michael Wagener — Productor
- Bill Watrous — Trombón
- Dweezil Zappa — Guitarra